# Antena 1 Santa Maria
Antena 1 Santa Maria é uma emissora de rádio brasileira concessionada em São Pedro do Sul porém sediada em Santa Maria, ambas cidades do Rio Grande do Sul. Opera na frequência FM 95.3 MHz e é afiliada à Antena 1. A emissora pertence à Rede Fronteira de Comunicação.

## História
A Transamérica Hits já teve uma passagem pela região de Santa Maria entre 1993 e 2000, através da frequência 105.7 MHz. No entanto, no início dos anos 2000, a emissora se afiliou à Pop Rock FM. Em 2004, a estação passou a ser uma filial da Rádio Itapema, e em 2012, se tornou uma emissora própria da Rádio Gaúcha, passando a se chamar Rádio Gaúcha Santa Maria. Em 2016 a Transamérica re-estreou na região através da portadora Hits na frequência 88.5 MHz. Em 2019, com a unificação das portadoras da Transamérica e seu novo formato de programação, a Rede Fronteira de Comunicação decidiu continuar com a parceria e migrou para o novo formato da rede, juntamente com a Transamérica Rosário do Sul e Transamérica Lages, ambas pertencentes a Rede Fronteira de Comunicação.
No dia 17 de março de 2021, a emissora deixou de transmitir a Transamérica, após quase 6 anos de parceria. No mesmo dia a emissora também iniciou a expectativa para reestréia da Rede Antena 1 na região. A estreia aconteceu no dia 22 do mesmo mês.[carece de fontes?]
No dia 28 de junho de 2023, a Anatel (Agência Brasileira de Telecomunicações) autoriza o aumento de classe  de emissora, indo para C para A3, também troca de frequência para 95.3 FM.
No dia 9 de abril de 2024, a Antena 1 Santa Maria encerrou suas operações na frequência 88.5 MHz, sendo no dia seguinte, dia de 10 de abril de 2024 passou a operar em 95.3 MHz.